# اولآمید

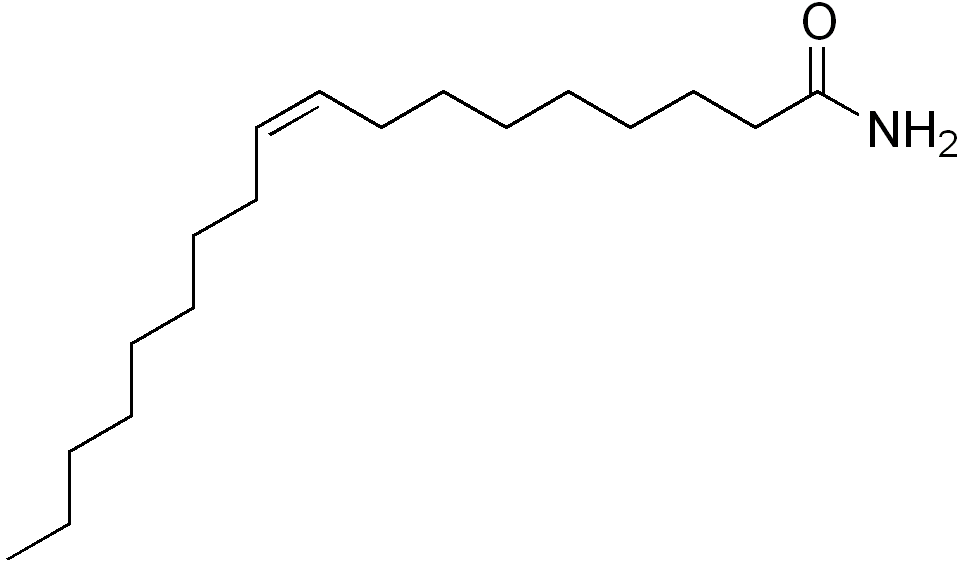
فرمول شیمیایی اولآمید

اولآمید (به انگلیسی: Oleamide) یک ترکیب شیمیایی با شناسه پاب‌کم ۵۲۸۳۳۸۷ است. که جرم مولی آن 281.477 g/mol می‌باشد. شکل ظاهری این ترکیب، کرم جامد است. اولامید آمید اسید چرب اسیداولئیک است. این ماده دربدن پستانداران به‌خصوص
هنگام محرومیت از خواب تولید می‌شود و ایجاد خواب می‌کند.